# Bruno von Merseburg
Bruno von Merseburg († im August 1036; auch: Bruno von Magdeburg, Bruno Saxonicus; latinisiert Bruno Merseburgensis) war als Nachfolger von Thietmar von Merseburg von 1019 an bis zu seinem Tod Bischof des Bistums Merseburg.

## Leben
Bruno von Merseburg war vermutlich sächsischer Herkunft. 1007 war Bruno bereits als Geistlicher Zeuge eines Vergleichs zwischen Erzbischof Willigis von Mainz und Bischof Bernward von Hildesheim um Stift Gandersheim, den Heinrich II. selbst schlichtete.
Der Merseburger Dom wurde 1021 durch Bruno unter Anwesenheit Heinrichs II. geweiht. Der König beschenkte dabei das Bistum reich, nicht zuletzt aufgrund dessen strategischer Bedeutung für seine Ostmark. Sein Nachfolger Konrad II. hielt in gleicher Absicht in Merseburg 1032 und 1033 zwei Hoftage ab.
1027 nahm Bruno von Merseburg an der Nationalsynode in Frankfurt teil.